# Louis Macé
Pour les articles homonymes, voir Macé.
Louis Macé, seigneur de La Roche-Couffé, fut maire de Nantes de 1663 à 1664. Il était conseiller du roi et président au siège présidial de Nantes.

## Biographie
Louis Macé est le fils de Jean Macé, seigneur de La Roche, conseiller du Roi, auditeur des Comptes de Bretagne, et de Catherine Ertault .